# Georg Schiele

Georg Schiele

Georg Wilhelm Schiele (* 17. November 1868 in Naumburg; † 28. September 1932) war ein deutscher Politiker (DNVP).

## Leben und Wirken

### Deutsches Kaiserreich (1868 bis 1918)
Georg Schiele entstammte einer bürgerlichen Familie aus Naumburg. Sein Cousin war der Politiker und Reichsinnenminister Martin Schiele.
In seiner Jugend besuchte Schiele das Domgymnasium in Naumburg. Nach dem Abitur studierte er Medizin an den Universitäten Jena, München, Halle und Berlin. Anschließend arbeitete er als Arzt in Seehausen, dann als Assistenzarzt am Diakonissenhaus in Halle. 1903 ließ Schiele sich schließlich als selbständiger Arzt in Naumburg nieder. Erste politische Aktivität entfaltete er während dieser Zeit als führendes Mitglied des Alldeutschen Verbandes. Von 1905 bis 1909 bekleidete erstmals ein öffentliches Amt als Mitglied der Stadtverordnetenversammlung in Naumburg.
Am Ersten Weltkrieg nahm Schiele zunächst als Arzt beim Landwehr-Infanterie-Regiment 46 in der Armeeabteilung Worysch teil. Danach wurde er als Chirurg im Landwehr-Feldlazarett 22 eingesetzt. Für diese Tätigkeit wurde er mit dem Eisernen Kreuz II. Klasse ausgezeichnet.
Seit 1917 war Schiele ausschließlich politisch und publizistisch tätig: Während der restlichen Dauer des Krieges gehörte er politisch der von seinem Freund Wolfgang Kapp mitbegründeten Vaterlandspartei an, in der er das Amt des Hauptgeschäftsführers übernahm.

### Weimarer Republik (1919 bis 1932)
Nach dem Ersten Weltkrieg wurde Schiele zunächst Mitglied der Nationalen Vereinigung und bald darauf der Deutschnationalen Volkspartei. Schiele kandidierte bei der Reichstagswahl am 6. Juni 1920 erfolglos für einen Sitz im Reichstag.
Bereits im März 1920 hatte Schiele sich am Kapp-Putsch in Berlin beteiligt. In der kurzlebigen Putsch-Regierung bekleidete er das Amt des Wirtschaftsministers. Im Prozess gegen die Führer des Putsches (Jagowprozess) wurde Schiele freigesprochen.
Als enger Freund von Alfred Hugenberg betätigte Schiele sich in den 1920er Jahren in Hugenbergs Telegraphen-Union. Für die DNVP führte Schiele zeitweise den Landesverband von Merseburg. Er erhielt bei der Reichstagswahl am 14. September 1930 einen Sitz im Reichstag und hatte diesen bis zur Reichstagswahl im Juli 1932 inne. Als Schiele 1929 die Landvolkpartei wegen ihrer „Undankbarkeit“ gegenüber der DNVP rhetorisch scharf angriff, erklärte die Landvolkpartei, jede Zusammenarbeit mit der DNVP im Reichsausschuss aufzukündigen; bald darauf gelang aber eine Aussöhnung.

### Publizistische Tätigkeit
Seit 1895 betätigte Schiele sich als Schriftsteller auf volkswirtschaftlichem Gebiet: In der Zeit vor dem Ersten Weltkrieg schrieb er unter anderem für den Grenzboten und die Preußischen Lehrbücher. Während des Krieges begann er eine rege Tätigkeit als Autor von Informationsschriften und Broschüren, die bis zu seinem Tod 1932 anhielt.
Seit 1917 gab er zudem die Naumburger Briefe heraus.
Schiele schrieb vor allem über Themen wie Wohnungswesen, innere Kolonisation und Sozialversicherung. Insbesondere verfocht er eine völkische 
Agrarpolitik, die eine wirtschaftliche Autarkie verwirklichen sollte.
Schiele war Mitglied der Akademie gemeinnütziger Wissenschaften zu Erfurt.

## Schriften
- Über den natürlichen Ursprung der Kategorien Rente, Zins und Arbeitslohn, Leipzig 1908.
- Briefe über Landflucht und Polenfrage, 1908.
- Die Gemeindebetriebe der Städte Magdeburg, Naumburg a.S., Frankfurt a.M., 1909.
- Zur Wohnungsfrage, [Spandau] 1911.
- Gedanken über die Stellung des Haus- u. Grundbesitzes, München 1912.
- Ueber innere Kolonisation und städtische Wohnungsfrage, Spandau 1913.
- Wenn die Waffen ruhen!, Jena 1916.
- Volksversorgung durch Zwang oder durch Freiheit, München 1916.
- Wirkung der Höchstpreise, Jena 1916.
- Überseepolitik oder Kontinentalpolitik, s.l.e.a. [Naumburg 1916].
- König Nothart und sein Volk – ein wirtschaftliches Märchen mit Nutzanwendung , München 1916.[6]
- Die Erneuerung des preussischen Wahlrecht, Berlin 1917.
- Fragen der Kriegsernährungspolitik, Charlottenburg 1917.
- Beiträge zur Ernährungsfrage, 1917. (mit Anton Graf von Spee)
- Spekulation und Preisbildung 1917.
- Programm einer Aenderung unserer Ernährungspolitik m. dreifarbenen Schema der deutschen Volksernährung, Naumburg 1917.
- Politik der Vermehrung des kleinen Grundeigentums München 1917. (mit Wolfgang Kapp)
- Lebensmittelhandel und Staatswirtschaft, s. l. e. a. [Glogau-Berlin 1917].
- Überseepolitik oder Kontinentalpolitik, München 1917.
- Eiserne Ration, 1918.
- Waffensieg und Wirtschaftskrieg, Dresden 1918.
- Vom Materiellen und vom Lebendigen oder vom sozialen und völkischen Geist, 1918.
- Der Ernährungssozialismus in der Verteidigung, Berlin s. a. [1918].
- Einiges vom Tauschen und Handeln und andere Naumburger Briefe zur Verteidigung d. wirtschaftl. Freiheit Berlin 1918.
- Arbeitsgemeinschaft und Ertragungsgemeinschaft Essen 1918.
- Wirtschaftskrieg, Dresden 1918.
- Vom Materiellen und vom Lebendigen oder vom sozialen und völkischen Geist, 1918.
- Der Ernährungssozialismus in der Verteidigung, 1918.
- System "Waldow" oder System "Müller-Stegerwald-Scheidemann", Berlin 1918.
- Wie der rechte deutsche Arbeiterfrieden aussehen muß, 1918.[7]
- Der Drehpunkt unserer wirtschaftlichen und politischen Lage!, Berlin 1919.
- Flugblatt für die Deutschnationale Volkspartei / 6. Vierzehn Grundsätze für eine nationale Volkspartei, Naumburg [1919].
- Was ist das Leben?, Naumburg 1919.
- Die Anfänge unserer Getreidebewirtschaftung und ihr Ausgang, Berlin 1919.
- Pax oeconomica, Naumburg 1922.
- Naturwissenschaft vom Gelde, Naumburg 1922.
- Wie muss Papiergeldwirtschaft ausgehen?, Naumburg 1922.
- Stabilisierung durch Auslandskredit, Naumburg 1922.
- Über Roggenpfandbriefe und Realwährung ohne Gold, Naumburg 1922.
- Vom staatlosen oder vom freien Kaufmannsgeld, Naumburg 1922.
- Kann man die Mark stabilisieren?, Naumburg 1922.
- Getreideanbau und Übervölkerung, Naumburg 1922.
- Geldknappheit und Inflation, Naumburg 1922.
- Vom natürlichen Sozialismus des Marktes, Naumburg 1923.
- Lehren der tschechischen Valutareform, Naumburg 1923.
- Kreditbedarf der Landwirtschaft und wertbeständiges Spargeld, Naumburg 1923.
- Kann Deutschland noch Reparationen zahlen?, Naumburg 1923.
- Goldmarkkonten, Naumburg 1923.
- Die Gefahr der Existenzlosigkeit, Naumburg 1923.
- Finanzkontrolle oder Rentenbank, Naumburg 1923.
- Ernährungsdefizit und auswärtige Politik, Naumburg 1923.
- Epistel über den Wiederbeschaffungspreis, Naumburg 1923.
- Kritik des Dawes-Gutachtens, Naumburg 1924.
- Über industrielle und agrarische Schutzzölle, Naumburg 1924.
- Zwei Reden zur Lage, Naumburg 1924.
- Intensive oder extensive deutsche Landwirtschaft?, Naumburg 1924.
- Kritik des Dawes-Gutachtens, Naumburg 1924.
- Industriestaat und Agrarstaat unter einem Dache, Naumburg 1924.
- Unsere zukünftige Handelspolitik, Naumburg 1924.
- Eisenbahntarife und Getreidepreise, Naumburg 1924.
- Der gefährliche Auslandkredit, Naumburg 1924.
- Vom inneren Zoll, Naumburg 1924.
- Währungsverfall und Reparationen, Naumburg 1924.
- Dawesplan und Auslandkredite, Naumburg 1922.
- Vom inneren Zoll, Naumburg 1924.
- Selbsthilfe gegen Kreditnot, Naumburg 1924.
- Geschichte der Landwirtschaft, Naumburg 1925.
- Völkische Agrarpolitik, Naumburg 1925.
- Umschaltung von Menschenmassen, Naumburg 1925.
- Landarbeiterheft, Naumburg 1925.
- Gewerkschaften vom neuen Geist, Naumburg 1925.
- Geschichte der Landwirtschaft, Naumburg 1925.
- Freiwilliger Arbeitsdienst im Limbacher Beispiel, Naumburg 1925.
- Völkische Agrarpolitik, Naumburg 1925.
- Wann und wie endet die grosse Wirtschaftskrise?, Stuttgart 1926.
- Der Haushalt der Sonnenenergien für das deutsche Volk, Stuttgart 1926.
- Die Fehler der Weimarer Verfassung, Naumburg 1926.
- Deutschland vor neuen Gefahren, Stuttgart 1926.
- Amerikanische Landwirtschaft und die europäischen Industrievölker, Naumburg s. a. [1926].
- Das grosse Ziel unserer nationalen Politik, Naumburg 1926.
- Wirken Auslandskredite inflatorisch?, Naumburg 1926.
- Warrant-Kreditverfahren, Naumburg 1926.
- Wann und wie endet die grosse Wirtschaftskrise!, Naumburg 1926.
- Völkischer Staat, Naumburg 1926.
- Industriekrise und Deflation, Naumburg 1926.
- Getreidelombard und Realkredit, Naumburg 1926.
- Öffentliche Gelder, Naumburg 1926.
- Wirtschaftsfragen der Zeit, s. a. [1926].
- Wie erhält ein Volk seine Währung?, Berlin 1926.
- Öffentliche Gelder, Naumburg 1926.
- Fortentwicklung der Weimaraner Verfassung, Naumburg 1926.
- Bauernschutz und Erhöhung des allgemeinen Lohnwesens, Naumburg 1927.
- Ueber Schullastenverteilung und Siedlungspolitik vor dem Kriege, Naumburg 1927.
- Pläne über Landarbeiterwohnungsbau, Naumburg 1927.
- Neuordnung des Schulwesens, Naumburg 1927.
- Von den industriellen Lebensräumen der deutschen Nation, Naumburg 1927.
- Kaufkraft und Devisenverschleuderung, Naumburg 1927.
- Die deutsche Wirtschaft und der Osten!, Berlin 1927.
- Die zukünftige Bedeutung des Weltmarktes für die deutsche Landwirtschaft und die deutsche Verbraucherschaft, Naumburg 1928.
- Was gebietet der Frontgeist angewendet auf praktische Politik [1928].
- Schwarz-weissrot als Symbol, [1928].
- Religion als völkischer Dienst, s. l. [Naumburg] 1929.
- Konkordat – für oder wider?, Naumburg 1929.
- Reform der Sozialversicherung, s. l. [Naumburg] 1929.
- Kritik der Young-Planes, Naumburg 1929.
- Prognose der Währung, Naumburg 1930.
- Freie oder gebundene Wirtschaft?, Halle 1932.
- Die Magie des Goldes oder Abbau der Arbeit, Halle 1932.
- Goldstandard und Arbeitslosigkeit, Halle 1931.
- Die rationierte Kartoffelversorgung und andere Erfahrungen aus d. Kriegsjahr 1916, [Naumburg] 1917.
- Volkswirtschaftslehre für Jedermann, München 1922.
- Volkswirtschaft vom Flugzeug aus gesehen Naumburg.
- Denkschrift über die zukünftige Wirtschaftspolitik der deutschen Industrie
- Amerikanische Landwirtschaft und die europäischen Industrievölker, Naumburg.
- Bürger- und Bauernbundkarte..., Berlin.
- Naumburger Wahl – Flugschriften, [Naumburg].